# Ileo da meconio
L'ileo da meconio è un'occlusione intestinale del neonato causata dal meconio compattato, spesso primo segno clinico di fibrosi cistica.

## Epidemiologia
Si presenta in una percentuale variabile tra il 6 e il 20% dei neonati affetti da fibrosi cistica.

## Eziopatogenesi
La mancanza di enzimi pancreatici e intestinali causa nel feto un aumento della viscosità e della densità delle secrezioni, mantenendo il meconio in uno stato viscido e mucillagineo.

## Clinica
Il neonato presenta i classici sintomi dell'ostruzione intestinale: vomito biliare, addome disteso e alvo chiuso a feci e gas.

### Esami di laboratorio e strumentali
La diagnosi è radiologica, con le anse intestinali che si presentano dilatate e in assenza di livelli idroaerei.

## Trattamento
La terapia consiste nell'esecuzione di clismi di mezzo di contrasto, solitamente Gastrografin, spesso risolutivi. In caso si rende necessaria l'intervento chirurgico.